# Naab
Naab (cehă Nába) este un afluent de pe versantul stâng al Dunării situat în Oberpfalz, Bavaria de est, Germania. Impreună cu „Waldnaab” afluentul său principal de la izvor râul are o lungime de 165 km cu un bazin de colectare de 5.225 km².

## Curs
Râul Naab izvorăște din munții Fichtelgebirge la vest de Oberpfälzer Wald la circa 9 km de orașul Weiden, prin confluența lui Haidenaab și Waldnaab la Luhe-Wildenau. Naab curge mai departe spre sud paralel cu magistrala A 93 și B 15, urmând ulterior șoseaua B 8. Traversează localitățile Schwandorf și Burglengenfeld. La ca. 5 km vest de Regensburg se varsă în Dunăre.

## Afluenți
- Luhe
- Ehenbach
- Fensterbach
- Pfreimd
- Schwarzach
- Vils

## Localități traversate

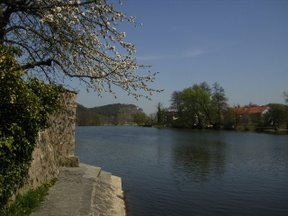
Naab aproape Kallmünz

- Tirschenreuth
- Neustadt an der Waldnaab
- Weiden in der Oberpfalz
- Luhe-Wildenau
- Wernberg-Köblitz
- Nabburg
- Schwarzenfeld
- Schwandorf
- Teublitz
- Burglengenfeld
- Kallmünz
- Duggendorf
- Pielenhofen
- Penk
- Etterzhausen
- Pettendorf
- Windischeschenbach